# Claire Bevilacqua
Pour les articles homonymes, voir Bevilacqua (homonymie).
Claire Bevilacqua est une surfeuse australienne née le 29 janvier 1983 à Perth.

## Palmarès
- 2003 : Championne Junior ASP Australasia

### Victoires
- 2009 Pipeline Women's Pro, Oahu, Hawaï (WQS 4 étoiles)
- 2004 Hello Kitty Boardfest, Huntington Beach, Californie, États-Unis (WQS)
- 2004 Outer Banks Pro, Kitty Hawk Pier, Caroline du Nord, États-Unis (WQS)
- 2016 :
  - 1re du Boardmasters Cornwall en Cornouailles (Angleterre)
  - 3e du Médoc Océan Lacanau Pro à Lacanau (France)
  - 1re du Pro Anglet à Anglet (France)
  - 3e du SATA Azores Pro à São Miguel (Açores)

### WCT
- 2008 : 17e était remplaçante
- 2007 : 13e repêchée remplaçante
- 2006 : 7e
- 2005 : 10e